# Esteve Garrell Escorsell
Esteve Garrell Escorsell   (Granollers, 27 de juny de 1851 - Granollers, 7 d'agost de 1922) va ser un impressor, escriptor, periodista, polític i activista liberal molt actiu a Granollers durant la segona meitat del segle XIX.

## Biografia
Era fill d'un sabater d'idees liberals ubicat a la plaça de la Porxada de Granollers que va voler donar-li estudis. Se sap que va arribar a cursar almenys dos anys de batxillerat amb el mestre Antoni Espí i Grau.
Va convertir el taller de sabateria del seu pare en una botiga d'objectes diversos. En el seu temps lliure escrivia poesia i tenia un gran interès per la política, relacionant-se amb els cercles liberals i republicans de la vila. El 1886 va decidir publicar un diari que promogués els seus ideals instal·lant així en el seu local una de les primeres impremtes de Granollers on es publicaria el diari El Congost. L'impremta Garrell i el diari que s'hi publicava es van convertir de seguida en el punt de trobada del liberalisme granollerí. Seria, de fet, aquesta publicació la principal impulsora de les idees progressistes que portarien a la creació, el 1887 de la societat Unió Liberal.
Dos anys després de la seva creació aquesta entitat va redactar un projecte per a construir un edifici que li servís de seu i que va ser també redactat per Esteve Garrell. A part de La Unió Liberal, uns anys abans, Garrell també havia participat en la fundació del Casino de Granollers.
Va ser regidor a l'Ajuntament de Granollers entre 1893 i 1895
Com a poeta va obtenir alguns premis en certàmens locals. També va escriure almenys set obres de teatre entre 1891 i 1923
El seu fill, Amador Garrell Alsina, va recollir la seva biografia en el llibre "La vida d'en Joan Gralla".